# Магнус фон Саксония-Лауенбург
Магнус фон Саксония-Лауенбург (на немски: Magnus von Sachsen-Lauenburg, * 1390, † 21 септември 1452) от род Аскани, е от 1410 до 1424 г. епископ на Камин (в Померания) и от 1424 до 1452 г. на Хилдесхайм.

## Живот
Той е четвъртият син на херцог Ерих IV от Саксония-Лауенбург (1354 – 1411) и съпругата му София фон Брауншвайг-Волфенбютел (1358 – 1416), дъщеря на херцог Магнус II от Брауншвайг-Люнебург от род Велфи. Неговите братя са Ерих V, херцог на Саксония-Лауенбург, и Бернхард II, херцог на Саксония-Лауенбург.
Магнус става каноник в Камин и през 1410 г. антипапа Александър V го номинира на епископ на Камин. През 1424 г. Магнус става епископ на Хилдесхайм. Той умира през 1452 г., погребан е в катедралата на Хилдесхайм.